# World Coffee
World Coffee Company GmbH & Co. KG werd in 1997 in Hamburg opgericht door Roman Maria Koidl. Het bedrijf is 2011 opgegaan in de Balzac Coffee Company.

## Geschiedenis
In 2002 vroeg het bedrijf surseance van betaling aan. Het bedrijf werd gered en kon een doorstart maken onder nieuwe eigenaren. De nieuwe eigenaren, een groep investeerders uit Frankfurt am Main, benoemde Christian Schwake als de nieuwe managing director. In oktober 2010 had World Coffee 27 vestigingen. In juli 2011 fuseerde het bedrijf met concurrent Balzac Coffee om de nieuwe Balzac Coffee Company te vormen. In de zomer van 2017 werd de onderneming overgenomen door de Zweedse keten Espresso House. De nieuwe algemeen directeur van de keten werd Nikolas Niebuhr.

## Producten
Naar eigen zeggen verkoopt het bedrijf ongeveer 192 mogelijke combinaties van koffiespecialiteiten. Het assortiment bestond uit onder meer baguettes, koeken en gebak. Daarnaast werden er smoothies en milkshakes aangeboden.

## Onderscheidingen
Volgens een studie van het Deutschen Institutes für Service-Qualität stond World Coffee in 2010 op de tweede plaats van de elf geteste koffieketens. Bovendien had World Coffee de meest competente medewerkers in de test.